# بیمارستان پنجم آذر گرگان
بیمارستان پنجم آذر گرگان واقع در استان گلستان، شهرستان گرگان بیمارستانی ۴۳۴ تخت خوابی است که در سال ۱۳۱۰ افتتاح شده‌است.
۴۱سال پیش در تاریخ ۵ آذر علما و مردم شریف و همیشه در صحنه شهر‌ها و روستا‌های گلستان به نشانه محکومیت واقعه مشهد در محل امام زاده عبدالله تجمع کرده و از آنجا قصد حرکت به سمت فلکه شهرداری را داشتند که با حمله و شلیک ماموران شاهنشاهی مواجه و بیش از ۱۵۰ نفر زخمی و ۱۴ نفر به کشته شدند .

خارکوهی تاریخ نگار گرگانی در خصوص این قیام گفت: پس از دریافت فرمان امام خمینی(ره) تجمع مردم در امام زاده عبدالله برای یک راهپیمایی آرام بود اما مأموران رژیم از همان ابتدا به دنبال کشتار مردم بودند چراکه می‌توانستند با شلیک چند تیر هوایی مردم را متفرق کنند اما این کار را نکردند و به سمت مردم شلیک کردند که موجب کشته شدن تعدادی از مردم در همان لحظات ابتدایی شد.

او ادامه داد: پس از کشته شدن جمعی از مردم عده‌ای مجروحين و کشته شده ها را به بيمارستان انتقال دادند كه بيشتر مصدومين به بيمارستان پهلوی سابق (پنجم‌آذر فعلی) انتقال ‌يافتند.
خارکوهی ادامه داد: حجم زخمی‌ها و مجروحين به حدی بود كه از عهده‌ كادر درمانی پر تلاش بيمارستان خارج بود و به همين علت مردم داوطلبانه و مشتاقانه به ياری آنها شتافتند.
ماموران شاهنشاهی به زخمی های این حادثه و افرادی که برای اهدای خون آمده بودند نیز رحم نکرده و جمعی از آنان را در بیمارستان به گلوله بست .
پس از ان نام بیمارستان به پنجم اذر تغییر یافت

## تاریخچه
بیمارستان پنج آذر در سال ۱۳۱۰ با زیر بنای ۱۴۱۰۹ متر مربع و مساحت ۲۲۹۵۰ متر و در دوره پهلوی به عنوان تنها بیمارستان در شهرستان گرگان با نام جنرال افتتاح شد و پس از انقلاب به پنجم آذر تغییر یافت، در سال ۱۳۵۴ بخش درمان بیماران داخلی و قلب بدان و همچنین در سال ۱۳۶۷ بخش دیالیز مرکز احداث و افتتاح گردید. این بیمارستان دارای بخش‌های ارتوپدی، جراحی، مراقبت ویژه بزرگسالان و مراقبت ویژه قلبی و خدمات پاراکلینیکی از قبیل سونوگرافی، سنجش تراکم استخوانی، فیزیوتراپی، بینایی سنجی و شنوایی سنجی، بخش سوختگی، مرکز تروما، اورژانس ۱۵۲ تختخوابی، تصویر برداری و تأسیسات، فوریت‌های پزشکی ۱۶ تخت، اتاق عمل اورژانس، بخش احیاء، داروخانه، آزمایشگاه، ۴۸ تخت بستری اورژانس، ۴۲ تخت بستری و شیمی درمانی و سرطان، ۳۶ تخت بستری جراحی، ۱۴ تخت اتاق عمل، ۱۱ تخت بستری ICU، مراقبتهای ویژه مغز و اعصاب، فضای آموزشی و آمفی تئاتر است.